# Karangasso-Sambla (departamento)
Karangasso-Sambla é um departamento ou comuna da província de Houet no Burkina Faso. A sua capital é Karangasso-Sambla.
Em 1 de julho de 2018 tinha uma população estimada em 34963 habitantes.